# 法沃罗勒拉康帕涅
法沃罗勒拉康帕涅（法語：Faverolles-la-Campagne，法語發音：[favʁɔl la kɑ̃paɲ]）是法国厄尔省的一个市镇，位于该省中部，属于埃夫勒区。

## 地理
法沃罗勒拉康帕涅（49°0'37"N, 0°55'35"E）面积4.71 平方千米，位于法国诺曼底大区厄尔省，该省份为法国北部内陆省份，北起滨海塞纳省，西接奧恩省和卡爾瓦多斯省，南至厄尔-卢瓦省，东临瓦兹省、瓦兹河谷省和伊夫林省。
与法沃罗勒拉康帕涅接壤的市镇（或旧市镇、城区）包括：贝维尔拉康帕涅、比雷、埃芒维尔、卢韦尔塞、波尔泰。

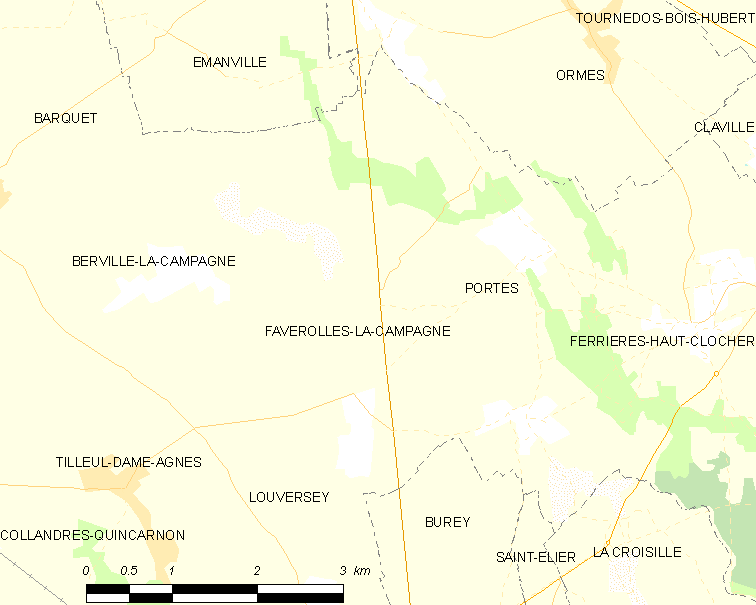
法沃罗勒拉康帕涅的OSM定位图

法沃罗勒拉康帕涅的时区为UTC+01:00、UTC+02:00（夏令时）。

## 行政
法沃罗勒拉康帕涅的邮政编码为27190，INSEE市镇编码为27235。

## 政治
法沃罗勒拉康帕涅所属的省级选区为乌什地区孔什县。

## 人口

1962-2008年间法沃罗勒拉康帕涅人口变化图示

法沃罗勒拉康帕涅于2022年1月1日时的人口数量为154人。